# Società Polisportiva Ars et Labor 1974-1975
Questa voce raccoglie le informazioni riguardanti la Società Polisportiva Ars et Labor nelle competizioni ufficiali della stagione 1974-1975.

## Stagione
Nella stagione 1974-1975 la SPAL si presenta profondamente rinnovata: gli innesti sono molti, la squadra stenta a ritrovarsi procedendo a strappi prima di un picco negativo di nove partite senza vittorie, che porta il presidente Paolo Mazza a decidere l'esonero dell'allenatore Mario Caciagli. Gli subentra Guido Capello, responsabile del settore giovanile. 
Arrivano cinque vittorie di fila, la squadra si salverà anche grazie alla vena realizzativa del tandem composto da Angelo Paina e dal solito Franco Pezzato, uniti al talento di un giovane Tiziano Manfrin, destinato negli anni a venire a scrivere belle pagine della storia biancazzurra.

## Rosa
| N. |                   | Ruolo | Calciatore          |
| -- | ----------------- | ----- | ------------------- |
|    | Italia (bandiera) | D     | Giulio Boldrini     |
|    | Italia (bandiera) | D     | Eliseo Croci        |
|    | Italia (bandiera) | D     | Mauro Di Cicco      |
|    | Italia (bandiera) | C     | Lucio Fasolato      |
|    | Italia (bandiera) | D     | Silvano Gelli       |
|    | Italia (bandiera) | P     | Leonardo Grosso     |
|    | Italia (bandiera) | D     | Paolo Leban         |
|    | Italia (bandiera) | D     | Franco Lievore      |
|    | Italia (bandiera) | C     | Renato Luchitta     |
|    | Italia (bandiera) | C     | Tiziano Manfrin     |
|    | Italia (bandiera) | C     | Maurizio Mazzarella |

| N. |                   | Ruolo | Calciatore        |
| -- | ----------------- | ----- | ----------------- |
|    | Italia (bandiera) | C     | Lucio Mongardi    |
|    | Italia (bandiera) | C     | Davide Mugianesi  |
|    | Italia (bandiera) | A     | Angelo Paina      |
|    | Italia (bandiera) | A     | Danilo Pelliccia  |
|    | Italia (bandiera) | A     | Franco Pezzato    |
|    | Italia (bandiera) | C     | Gesualdo Piacenti |
|    | Italia (bandiera) | D     | Sergio Reggiani   |
|    | Italia (bandiera) | C     | Carlo Sartori     |
|    | Italia (bandiera) | C     | Marco Tartari     |
|    | Italia (bandiera) | P     | Eugenio Zecchina  |

## Risultati

### Serie B

#### Girone di andata
| Arbitro: | Terpin (Trieste) |

|                           |           |                                |
| Chimenti 15’ Basilico 61’ | Marcatori | 59’ Pezzato 82’ (aut.) Anzuini |

| Arbitro: | Lenardon (Siena) |

|             |           |                     |
| Mongardi 7’ | Marcatori | 2’ Mosti 81’ Pruzzo |

| Arbitro: | S. Marino (Taranto) |

|                         |           |  |
| Andreuzza 29’ Bonci 76’ | Marcatori |  |

| Arbitro: | Levrero (Genova) |

|                         |           |             |
| Paina 50’ Pelliccia 81’ | Marcatori | 71’ Sollier |

| Arbitro: | Panzino (Catanzaro) |

|              |           |                |
| Schilirò 12’ | Marcatori | 35’, 46’ Paina |

| Arbitro: | Schena (Foggia) |

|                           |           |  |
| Sartori 52’ Pelliccia 54’ | Marcatori |  |

| Arbitro: | Gialluisi (Barletta) |

|  |           |                  |
|  | Marcatori | 42’ Dalle Vedove |

| Arbitro: | Mascali (Desenzano del Garda) |

|                          |           |  |
| Bresciani 20’ Pavone 72’ | Marcatori |  |

| Ferrara 24 novembre 1974 9ª giornata | SPAL           | 0 – 0 | Brindisi | Stadio Comunale\| Arbitro: \| Frasso (Capua) \| |
| Arbitro:                             | Frasso (Capua) |       |          |                                                 |

| Arbitro: | Picasso (Chiavari) |

|                        |           |  |
| La Rosa 21’ Braida 44’ | Marcatori |  |

| Arbitro: | Lazzaroni (Milano) |

|            |           |                 |
| Pezzato 6’ | Marcatori | 54’ Passalacqua |

| Arbitro: | Turiano (Reggio Calabria) |

|                        |           |  |
| Fanti 56’ Jacolino 67’ | Marcatori |  |

| Arbitro: | Benedetti (Roma) |

|          |           |              |
| Paina 9’ | Marcatori | 75’ Santucci |

| Arbitro: | Chiapponi (Livorno) |

|                           |           |             |
| Palanca 6’ Piccinetti 60’ | Marcatori | 78’ Manfrin |

| Arbitro: | Lanzetti (Viterbo) |

|  |           |            |
|  | Marcatori | 25’ Pienti |

| Arbitro: | Tonolini (Milano) |

|                           |           |           |
| Domenghini 75’ Zigoni 89’ | Marcatori | 83’ Paina |

| Arbitro: | Ciacci (Firenze) |

|           |           |  |
| Paina 44’ | Marcatori |  |

| Arbitro: | Panzino (Catanzaro) |

|                            |           |  |
| Ulivieri 50’ Scanziani 79’ | Marcatori |  |

| Arbitro: | V. Lattanzi (Roma) |

|                    |           |  |
| Pelliccia 21’, 87’ | Marcatori |  |

#### Girone di ritorno
| Arbitro: | Turiano (Reggio Calabria) |

|                              |           |              |
| Pezzato 45’ Catto 73’ (aut.) | Marcatori | 40’ Chimenti |

| Arbitro: | Schena (Foggia) |

|           |           |  |
| Mosti 42’ | Marcatori |  |

| Arbitro: | Barboni (Firenze) |

|             |           |  |
| Pezzato 45’ | Marcatori |  |

| Arbitro: | Agnolin (Bassano del Grappa) |

|                |           |                                     |
| Pellizzaro 55’ | Marcatori | 20’ Pezzato 47’ Pelliccia 56’ Paina |

| Arbitro: | Ciulli (Roma) |

|             |           |  |
| Manfrin 36’ | Marcatori |  |

| Arbitro: | Lapi (Firenze) |

|  |           |            |
|  | Marcatori | 7’ Pezzato |

| Arbitro: | Moretto (San Donà di Piave) |

|                    |           |                       |
| Manueli 51’ (rig.) | Marcatori | 31’ Paina 78’ Manfrin |

| Ferrara 6 aprile 1975 27ª giornata | SPAL                      | 0 – 0 | Foggia | Stadio Comunale\| Arbitro: \| Turiano (Reggio Calabria) \| |
| Arbitro:                           | Turiano (Reggio Calabria) |       |        |                                                            |

| Arbitro: | Barbaresco (Cormons) |

|               |           |                         |
| Marmo 4’, 30’ | Marcatori | 60’ Pezzato 79’ Manfrin |

| Arbitro: | Levrero (Genova) |

|                       |           |                                |
| Croci 51’ Lievore 55’ | Marcatori | 26’ (rig.) Vanello 46’ Barbana |

| Arbitro: | Agnolin (Bassano del Grappa) |

|                              |           |             |
| Sacco 3’ Mongardi 43’ (aut.) | Marcatori | 38’ Pezzato |

| Arbitro: | Mattei (Macerata) |

|                                        |           |  |
| Manfrin 12’ Pelliccia 43’ Fasolato 52’ | Marcatori |  |

| Arbitro: | Mascali (Desenzano del Garda) |

|                        |           |             |
| Marchesi 32’ Lopez 74’ | Marcatori | 58’ Manfrin |

| Arbitro: | Barboni (Firenze) |

|             |           |  |
| Pezzato 77’ | Marcatori |  |

| Arbitro: | Moretto (San Donà di Piave) |

|                    |           |  |
| Lievore 62’ (aut.) | Marcatori |  |

| Ferrara 1º giugno 1975 35ª giornata | SPAL             | 0 – 0 | Verona | Stadio Comunale\| Arbitro: \| Gonella (Torino) \| |
| Arbitro:                            | Gonella (Torino) |       |        |                                                   |

| Arbitro: | Paparesta (Bari) |

|                                 |           |          |
| Rizzati 14’ Scala 34’ Russo 36’ | Marcatori | 3’ Croci |

| Arbitro: | Barbaresco (Cormons) |

|              |           |                |
| Luchitta 55’ | Marcatori | 62’ Cappellini |

| Arbitro: | Ciulli (Roma) |

|              |           |  |
| Listanti 53’ | Marcatori |  |

### Coppa Italia

#### Girone 2
| Arbitro: | Pieri (Genova) |

|                  |           |                |
| Pezzato 15’, 18’ | Marcatori | 41’ Palanca II |

| Genova 1º settembre 1974 2ª giornata | Sampdoria       | 0 – 0 | SPAL | Stadio Luigi Ferraris\| Arbitro: \| Mascia (Milano) \| |
| Arbitro:                             | Mascia (Milano) |       |      |                                                        |

| Arbitro: | Gonella (Torino) |

|               |           |                    |
| Pelliccia 19’ | Marcatori | 39’, 41’ Orlandini |

| Arbitro: | R. Lattanzi (Roma) |

|                       |           |              |
| Sirena 15’ Zigoni 73’ | Marcatori | 57’ Mongardi |

| 22 settembre 1974 5ª giornata |  | – Turno di riposo SPAL |  |  |

## Statistiche

### Statistiche di squadra
| Competizione | Punti | In casa | In casa | In casa | In casa | In casa | In casa | In trasferta | In trasferta | In trasferta | In trasferta | In trasferta | In trasferta | Totale | Totale | Totale | Totale | Totale | Totale | DR |
| Competizione | Punti | G       | V       | N       | P       | Gf      | Gs      | G            | V            | N            | P            | Gf           | Gs           | G      | V      | N      | P      | Gf     | Gs     | DR |
| ------------ | ----- | ------- | ------- | ------- | ------- | ------- | ------- | ------------ | ------------ | ------------ | ------------ | ------------ | ------------ | ------ | ------ | ------ | ------ | ------ | ------ | -- |
| Serie B      | 35    | 19      | 9       | 7       | 3       | 21      | 11      | 19           | 4            | 2            | 13           | 17           | 31           | 38     | 13     | 9      | 16     | 38     | 42     | -4 |
| Coppa Italia | 3     | 2       | 1       | 0       | 1       | 3       | 3       | 2            | 0            | 1            | 1            | 1            | 2            | 4      | 1      | 1      | 2      | 4      | 5      | -1 |
| Totale       |       | 21      | 10      | 7       | 4       | 24      | 14      | 21           | 4            | 3            | 14           | 18           | 33           | 42     | 14     | 10     | 18     | 42     | 47     | -5 |

### Statistiche dei giocatori
| Giocatore     | Serie B  | Serie B | Serie B     | Serie B    | Coppa Italia | Coppa Italia | Coppa Italia | Coppa Italia | Totale   | Totale | Totale      | Totale     |
| Giocatore     | Presenze | Reti    | Ammonizioni | Espulsioni | Presenze     | Reti         | Ammonizioni  | Espulsioni   | Presenze | Reti   | Ammonizioni | Espulsioni |
| ------------- | -------- | ------- | ----------- | ---------- | ------------ | ------------ | ------------ | ------------ | -------- | ------ | ----------- | ---------- |
| G. Boldrini   | 34       | 0       | ?           | ?          | ?            | ?            | ?            | ?            | 34+      | 0+     | ?           | ?          |
| E. Croci      | 32       | 2       | ?           | ?          | ?            | ?            | ?            | ?            | 32+      | 2+     | ?           | ?          |
| M. Di Cicco   | 1        | 0       | ?           | ?          | ?            | ?            | ?            | ?            | 1+       | 0+     | ?           | ?          |
| L. Fasolato   | 34       | 1       | ?           | ?          | ?            | ?            | ?            | ?            | 34+      | 1+     | ?           | ?          |
| S. Gelli      | 37       | 0       | ?           | ?          | ?            | ?            | ?            | ?            | 37+      | 0+     | ?           | ?          |
| L. Grosso     | 25       | -25     | ?           | ?          | ?            | ?            | ?            | ?            | 25+      | -25+   | ?           | ?          |
| P. Leban      | 7        | 0       | ?           | ?          | ?            | ?            | ?            | ?            | 7+       | 0+     | ?           | ?          |
| F. Lievore    | 33       | 1       | ?           | ?          | ?            | ?            | ?            | ?            | 33+      | 1+     | ?           | ?          |
| R. Luchitta   | 27       | 1       | ?           | ?          | ?            | ?            | ?            | ?            | 27+      | 1+     | ?           | ?          |
| T. Manfrin    | 27       | 6       | ?           | ?          | ?            | ?            | ?            | ?            | 27+      | 6+     | ?           | ?          |
| M. Mazzarella | 2        | 0       | ?           | ?          | ?            | ?            | ?            | ?            | 2+       | 0+     | ?           | ?          |
| L. Mongardi   | 34       | 1       | ?           | ?          | ?            | ?            | ?            | ?            | 34+      | 1+     | ?           | ?          |
| D. Mugianesi  | 3        | 0       | ?           | ?          | ?            | ?            | ?            | ?            | 3+       | 0+     | ?           | ?          |
| A. Paina      | 24       | 8       | ?           | ?          | ?            | ?            | ?            | ?            | 24+      | 8+     | ?           | ?          |
| D. Pelliccia  | 24       | 6       | ?           | ?          | ?            | ?            | ?            | ?            | 24+      | 6+     | ?           | ?          |
| F. Pezzato    | 33       | 9       | ?           | ?          | ?            | ?            | ?            | ?            | 33+      | 9+     | ?           | ?          |
| G. Piacenti   | 5        | 0       | ?           | ?          | ?            | ?            | ?            | ?            | 5+       | 0+     | ?           | ?          |
| S. Reggiani   | 31       | 0       | ?           | ?          | ?            | ?            | ?            | ?            | 31+      | 0+     | ?           | ?          |
| C. Sartori    | 21       | 1       | ?           | ?          | ?            | ?            | ?            | ?            | 21+      | 1+     | ?           | ?          |
| M. Tartari    | 1        | 0       | ?           | ?          | ?            | ?            | ?            | ?            | 1+       | 0+     | ?           | ?          |
| E. Zecchina   | 14       | -17     | ?           | ?          | ?            | ?            | ?            | ?            | 14+      | -17+   | ?           | ?          |